# Valle Albano
La Valle Albano in comasco: Vall de l'Alban (valle dell'Albano) o Val de Garzèn (valle di Garzeno, che è il primo paese incontrato dal corso del fiume), da Albano (torrente) da alcuni detta anche Val Dongana, da Dongo alla foce del torrente stesso, è una valle montana situata in provincia di Como, posta tra il lago di Como e la Val Morobbia in Canton Ticino. La Valle Albano e la Val Morobbia sono in comunicazione attraverso il Passo San Jorio.

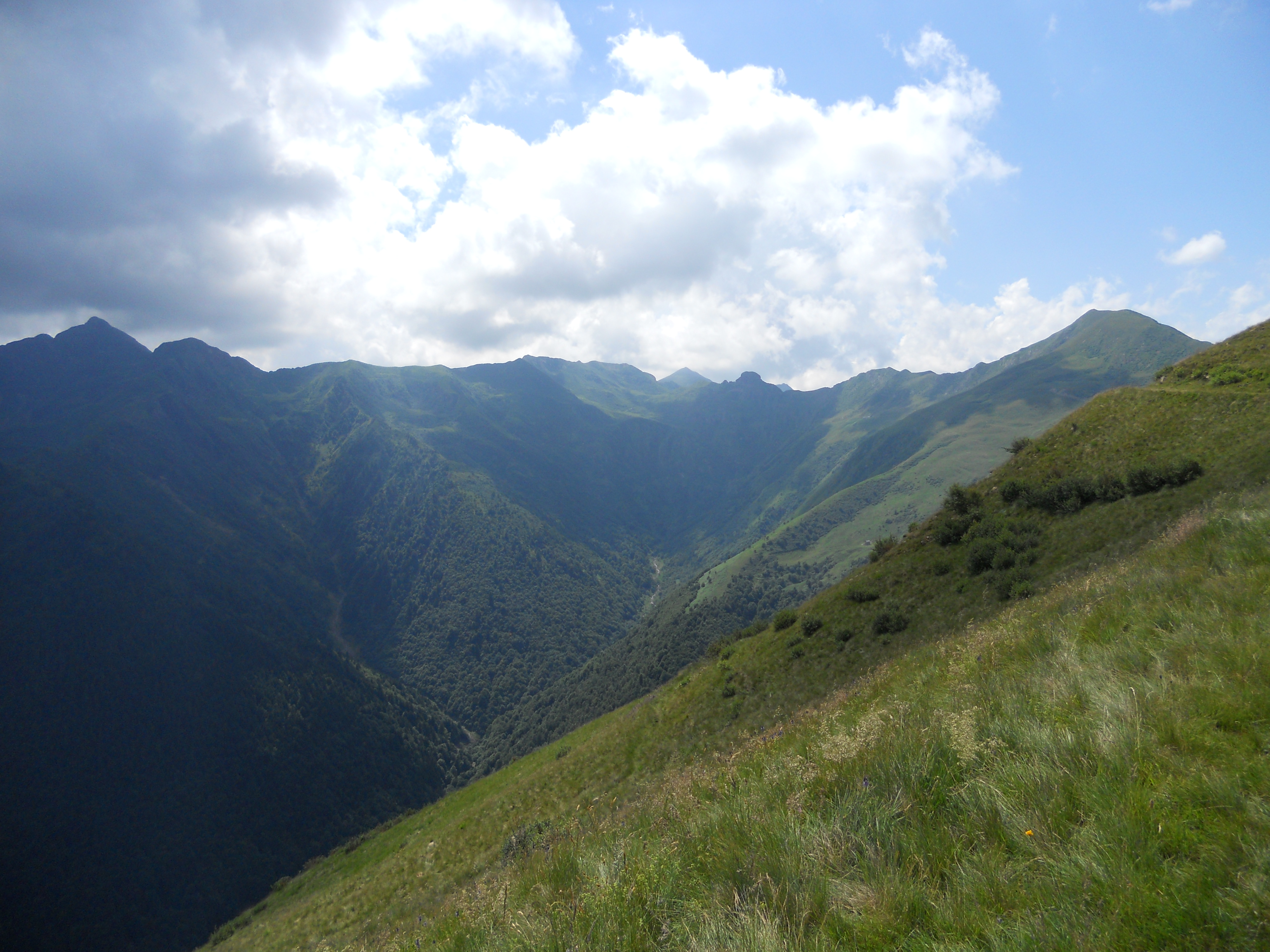
L'alta valle Albano dal Giovo, col pizzo di Gino e la cima Pomodoro

È limitata a sud dal Costone del Bregagno ed è attraversata dal torrente Albano da cui prende il nome e dalla Via dei Monti Lariani.

Nel 2005 è stato istituito sul suo territorio il Parco della Valle Albano. Comprende i comuni di Stazzona, Germasino, Garzeno. I suoi abitanti sono detti "Moncech".